# Giovanni dei Bonacolsi
Giovanni (Giovannino o Zagnino) dei Bonacolsi (Mantova, ... – Mantova, 1288) è stato un politico italiano, della fazione ghibellina mantovana.

## Biografia
Detto Gambagrossa, era il figlio primogenito di Pinamonte, signore di Mantova dal 1274 al 1291.

Ricoprì le cariche di consigliere del comune di Mantova nel 1272 e di podestà della città di Verona dal 1273 al 1288, data della morte.

## Discendenza
Giovanni ebbe cinque figli:
- Guido, terzo signore di Mantova
- Bonaventura, detto Botirone (?-1326), sposò Bonella Cavalcabò
- Berardo
- Rinaldo "Passerino", quarto signore di Mantova
- Samaritana, sposò Niccolò della Scala

## Ascendenza
|                         |                       |                     | Genitori            |  |  | Nonni                 |  |  | Bisnonni               |  |
|                         |                       |                     |                     |  |  | Martino dei Bonacolsi |  |  | Gandolfo dei Bonacolsi |  |
|                         |                       |                     |                     |  |  | Martino dei Bonacolsi |  |  | Gandolfo dei Bonacolsi |  |
|                         |                       | Martasia Mozzi      |                     |  |  | Martino dei Bonacolsi |  |  |                        |  |
| Pinamonte dei Bonacolsi |                       |                     |                     |  |  | Martino dei Bonacolsi |  |  |                        |  |
|                         |                       | ...                 | ...                 |  |  |                       |  |  |                        |  |
|                         |                       | ...                 | ...                 |  |  |                       |  |  |                        |  |
|                         |                       | ...                 | ...                 |  |  |                       |  |  |                        |  |
| Giovanni dei Bonacolsi  |                       | ...                 |                     |  |  |                       |  |  |                        |  |
|                         | Guido II da Correggio | ...                 |                     |  |  |                       |  |  |                        |  |
|                         | Guido II da Correggio | ...                 |                     |  |  |                       |  |  |                        |  |
|                         | Guido II da Correggio | ...                 |                     |  |  |                       |  |  |                        |  |
| ? Da Correggio          | Guido II da Correggio |                     |                     |  |  |                       |  |  |                        |  |
|                         |                       | Mabilia della Gente | Giberto della Gente |  |  |                       |  |  |                        |  |
|                         |                       | Mabilia della Gente | Giberto della Gente |  |  |                       |  |  |                        |  |
|                         |                       | Mabilia della Gente | ...                 |  |  |                       |  |  |                        |  |
|                         |                       | Mabilia della Gente |                     |  |  |                       |  |  |                        |  |